# Алмейда, Антониу Викторину де
Анто́ниу Виктори́ну Гоула́рт де Меде́йруш-и-Алме́йда (порт. António Victorino Goulartt de Medeiros e Almeida; род. 21 мая 1940) — португальский композитор, педагог, пианист и дирижёр. Автор нескольких фильмов и телевизионных программ о музыке. Отец актрис Марии и Инеш де Медейруш, а также скрипачки и композитора Анны де Алмейда.

## Биография
Сын известного лиссабонского юриста Антониу Викторину де Ласерда Фернандеш-и-Алмейды (1912—2000) и его жены Марии Амелии (1904—1983), дочери 1-го барона Сан Жозе де Порту Алегре, поженившихся в 1939 году.
Из семьи высшей буржуазии, уходящей корнями в азорскую аристократию, он был отмечен культурными ориентирами, которые давала ему семейная среда — его дед по отцовской линии, Ахиллес де Алмейда, был музыкантом-любителем, поэтом и писателем. Мать Антониу некоторое время выступала в качестве лирической певицы.
Антониу начал заниматься музыкой с раннего возраста, и его незаурядный талант проявился рано — уже в пять лет он написал своё первое произведение. В возрасте семи он получил своё первое прослушивание и исполнил произведения Моцарта и Бетховена в дополнение к двум собственным. Критик того времени в журнале Século Ilustrado окрестил маленького вундеркинда Антонито и посчитал «его силу интерпретации» чудесной. В репортаже Diário Popular от 16 апреля 1955 года говорится о его первом концерте в Национальной консерватории.
В течение семи лет (1974—1981) он был атташе по культуре посольства Португалии в Вене, за что получил награду от президента Австрийской Республики. В 1976 и 1989 годах он был ведущим португальского отборочного конкурса «Евровидения».
В 1989 году де Медейруш решил выйти на политическую арену и, не будучи в итоге избранным, представил свою кандидатуру в Европейский парламент в качестве главы списка Португальского демократического движения / Демократических избирательных комиссий (MPD / CDE). Де Алмейда также читал курсы музыковедения в Университете Порту.
9 июня 2005 года ему был вручён Большой крест Ордена Инфанта дона Энрике.